# Temple de la renommée des courses australiennes
 (mars 2025).
Le Temple de la Renommée des courses australiennes (en anglais Australian Racing Hall of Fame) est un mémorial dédié aux courses de chevaux installé depuis 2000 au Musée des courses australiennes à Melbourne. Il honore des chevaux et des professionnels ayant marqué l'histoire des courses australiennes. 

## Les chevaux membres

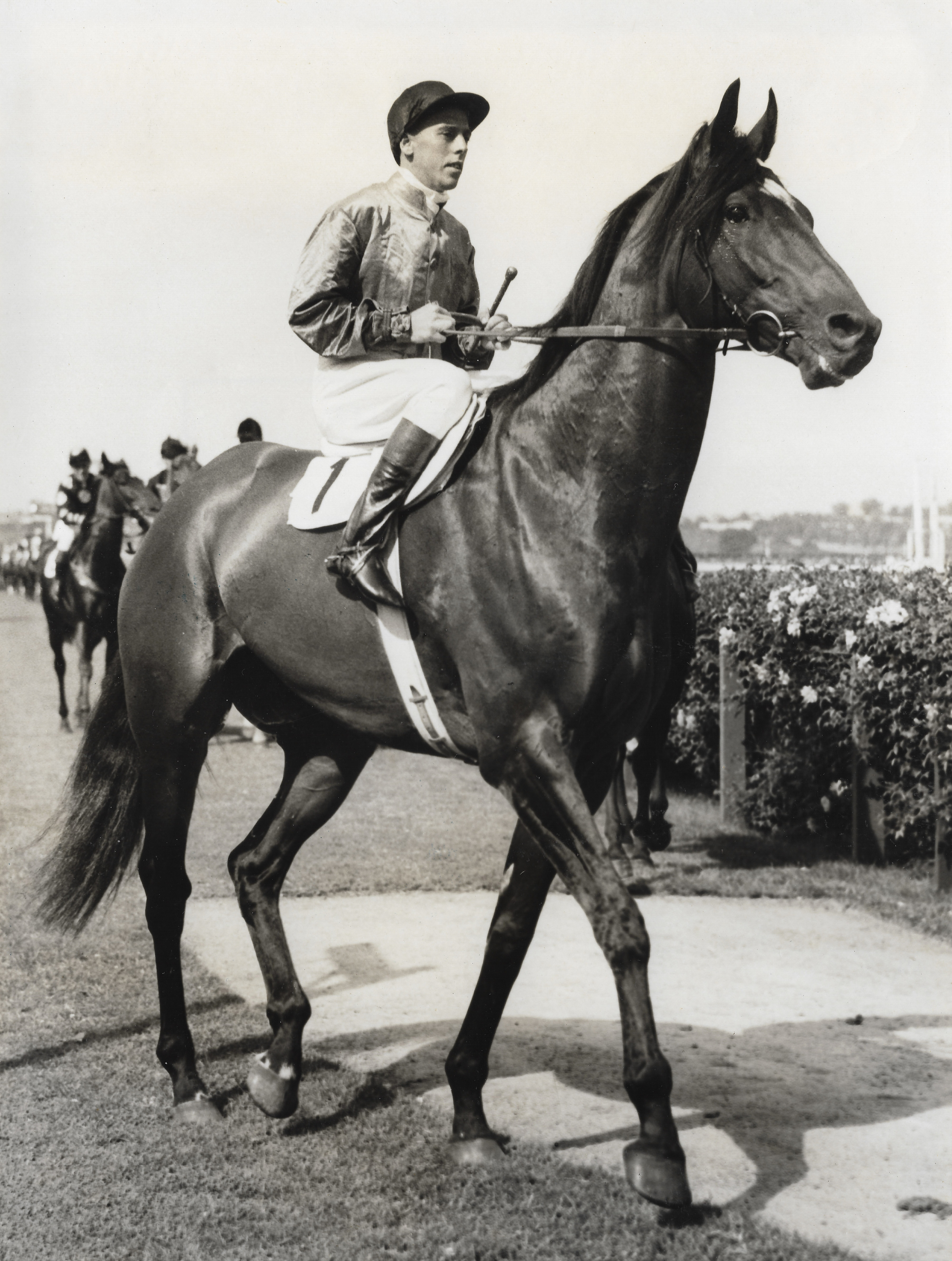
Bernborough en 1946.

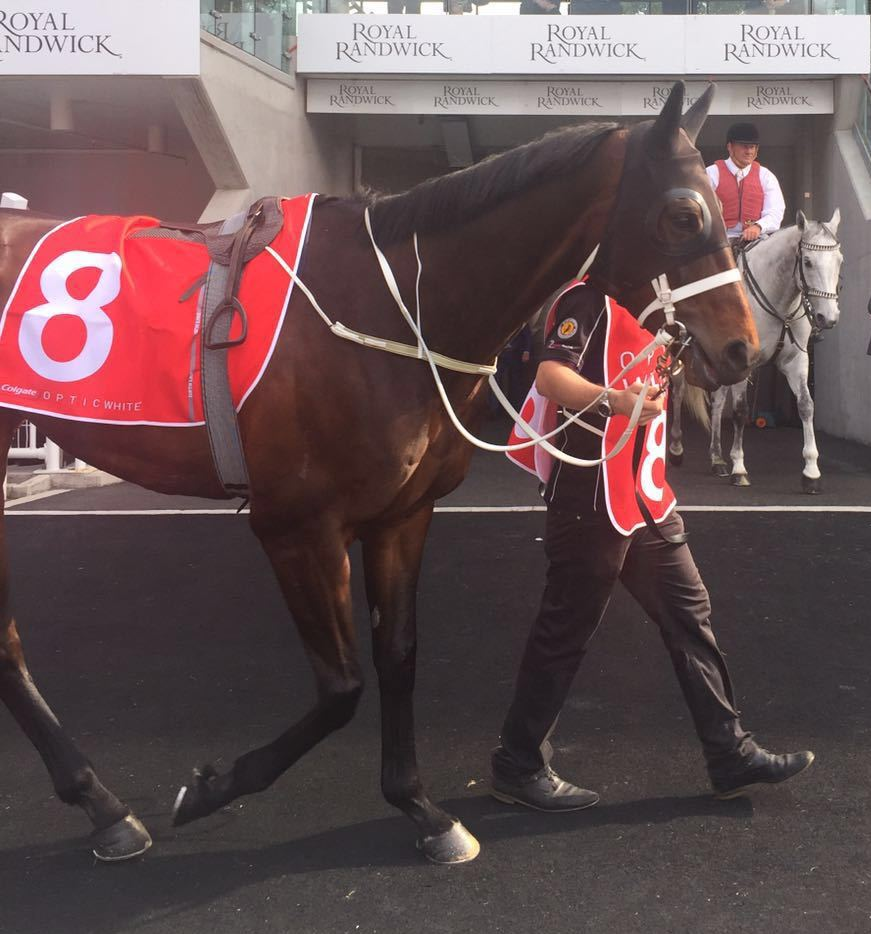
Winx en 2016.

L'année d'introduction est précisée entre parenthèses.
- Abercorn (2018)
- Ajax II (2004)
- Amounis (2006)
- Aquanita (2018)
- Archer (2017)
- Auraria (2021)
- Aurum
- Baguette (2023)
- Balmerino (2019)
- Beau Vite (2021)
- Bernborough (2001)
- Better Loosen Up (2004)
- Black Caviar (2013)
- Bobadil
- Briseis (2015)
- Carbine (2001)
- Chatham (2005)
- Chester
- Choisir (2015)
- Comic Court (2009)
- Crisp (2013)
- Danehill (2015)
- Delta (2013)
- Dulcify (2014)
- Emancipation (2023)
- Eurythmic (2005)
- Fireworks
- Flight (2007)
- Galilee (2005)
- Gloaming (2004)
- Grand Flaneur (2007)
- Gunsynd (2005)
- Hall Mark (2019)
- Heroic (2003)
- High Caste (2012)
- Karasi (2018)
- Jorrocks
- Junius
- Kingston Town (2001)
- Lady Cordelia
- Lantern
- Leilani (2016)
- Let's Elope (2012)
- Light Fingers (2017)
- Lochiel
- Lonhro (2014)
- Luskin Star (2016)
- Makybe Diva (2006)
- Malua (2003)
- Maltster
- Manikato (2002)
- Martini Henry
- Merman (2016)
- Might and Power (2002)
- Miss Andretti (2023)
- Musket
- Newhaven
- Northerly (2010)
- Octagonal (2012)
- Peter Pan (2003)
- Phar Lap (2001)
- Poitrel (2018)
- Poseidon (2004)
- Rain Lover (2014)
- Red Anchor (2021)
- Redcraze (2012)
- Redleap
- Rising Fast (2002)
- Robinson Crusoe
- Sailor's Guide (2021)
- Saintly (2017)
- Shannon (2006)
- Sky High (2010)
- So You Think (2019)
- Star Kingdom (2013)
- Strawberry Road (2009)
- Sunline (2002)
- Super Impose (2007)
- Surround (2014)
- Sydeston (2016)
- Takeover Target (2012)
- The Barb (2004)
- The Grafter
- Tie the Knot (2021)
- Tobin Bronze (2003)
- Todman (2005)
- Tranquil Star (2008)
- Trenton
- Trident
- Tulloch (2001)
- Vain (2003)
- Vo Rogue (2019)
- Wakeful (2002)
- Wenona Girl (2008)
- Whisker
- Winx (2017)
- Yattendon